# Wenzelbach (Ruwer)
Der Wenzelbach ist ein gut zwei Kilometer langer, ostnordöstlicher und rechter Zufluss der unteren Ruwer auf dem Gebiet des  Trierer Stadtteils Ruwer in Rheinland-Pfalz.

## Geographie

### Verlauf
Der Wenzelbach entspringt auf einer Höhe von 263 m ü. NHN auf der Gemarkung von Longuich und mündet auf einer Höhe von 124 m ü. NHN im Bereich der Straße Ruwermündung in die Ruwer.
Der etwa 2,2 km lange Lauf des Wenzelbachs endet ungefähr 139 Höhenmeter unterhalb seiner Quelle, er hat somit ein mittleres Sohlgefälle von circa 63 ‰.

### Einzugsgebiet
Das 1,313 km² große Einzugsgebiet des Wenzelbachs liegt im Mittleren Moseltal und wird durch ihn über die Ruwer, die Mosel und den Rhein zur Nordsee entwässert.
Es grenzt
- im Nordosten und Osten an das des Kennerbachs, der in die Mosel mündet
- im Südosten an das des Eitelsbachs, der in die Ruwer mündet
- im Süden an das der Ruwer
- und im Norden an das der Mosel.

### Zuflüsse
Drei kleine und namenlose Gräben auf der linken Seite.